# These Days (album de Ab-Soul)
Pour les articles homonymes, voir These Days.
Albums de Ab-Soul
Control System
(2012) Do What Thou Wilt
(2016)
Singles
1. Stigmata (feat. Action Bronson & Asaad)
Sortie : 30 mai 2014
2. Closure
Sortie : 20 juin 2014
3. Hunnid Stax (feat. ScHoolboy Q)
Sortie : 14 juillet 2014

These Days... est le troisième album studio du rappeur américain Ab-Soul, sorti le 24 juin 2014.
L'album s'est classé 11e au Billboard 200 et second au Top R&B/Hip-Hop Albums et au Top Rap Albums.

## Liste des titres
| No  | Titre                                              | Auteur                                              | Producteur(s)          | Durée |
| --- | -------------------------------------------------- | --------------------------------------------------- | ---------------------- | ----- |
| 1.  | God's Reign (featuring SZA)                        | H. Stevens IV, S. Rowe, C. Roddick                  | Corin Roddick          | 4:18  |
| 2.  | Tree of Life                                       | H. Stevens IV, D. Howard, D. Natche                 | Curtiss King, DJ Dahi  | 5:37  |
| 3.  | Hunnid Stax (featuring ScHoolboy Q)                | H. Stevens IV, Q. Hanley                            | Kenny Beats            | 3:23  |
| 4.  | Dub Sac                                            | H. Stevens IV, D. Friley                            | Dave Free, Tommy Black | 5:50  |
| 5.  | World Runners (featuring Lupe Fiasco & Nikki Jean) | H. Stevens IV, W. Jaco, N. Leary, D. Perkins        | Tae Beast              | 5:02  |
| 6.  | Nevermind That (featuring Rick Ross)               | H. Stevens IV, W. Roberts II                        | The Kathy              | 4:39  |
| 7.  | Twact (featuring Jinx & Short Dawg)                | H. Stevens IV, S. Williams, D. Blacksher            | DNYC3                  | 3:48  |
| 8.  | Just Have Fun                                      | H. Stevens IV                                       | Like, Blended Babies   | 5:30  |
| 9.  | Kendrick Lamar Interlude                           | H. Stevens IG, K. Duckworth, T. Martin              | Terrace Martin         | 4:59  |
| 10. | Closure                                            | H. Stevens IV, M. Spears                            | Sounwave               | 3:28  |
| 11. | Sapiosexual                                        | H. Stevens IV, J. Cole                              | J. Cole                | 3:36  |
| 12. | Stigmata (featuring Action Bronson & Asaad)        | H. Stevens IV, A. Asllani, S. Asaad, C. Smith III   | Rahki                  | 3:48  |
| 13. | Feelin' Us (featuring Jay Rock & RaVaughn)         | H. Stevens IV, J. McKinzie, R. Brown                | Skhye Hutch            | 5:09  |
| 14. | Ride Slow (featuring Danny Brown & Mac Miller)     | H. Stevens IV, D. Sewell, M. McCormick              | Larry Fisherman        | 7:21  |
| 15. | W.R.O.H (featuring JMSN)                           | H. Stevens IV, C. Berishaj, D. Perkins, D. Campbell | Tae Beast              | 12:47 |